# Dagana (Senegal)
Dagana è un centro abitato del Senegal, situato nella Regione di Saint-Louis e capoluogo del Dipartimento di Dagana.